# Kirche von Oue

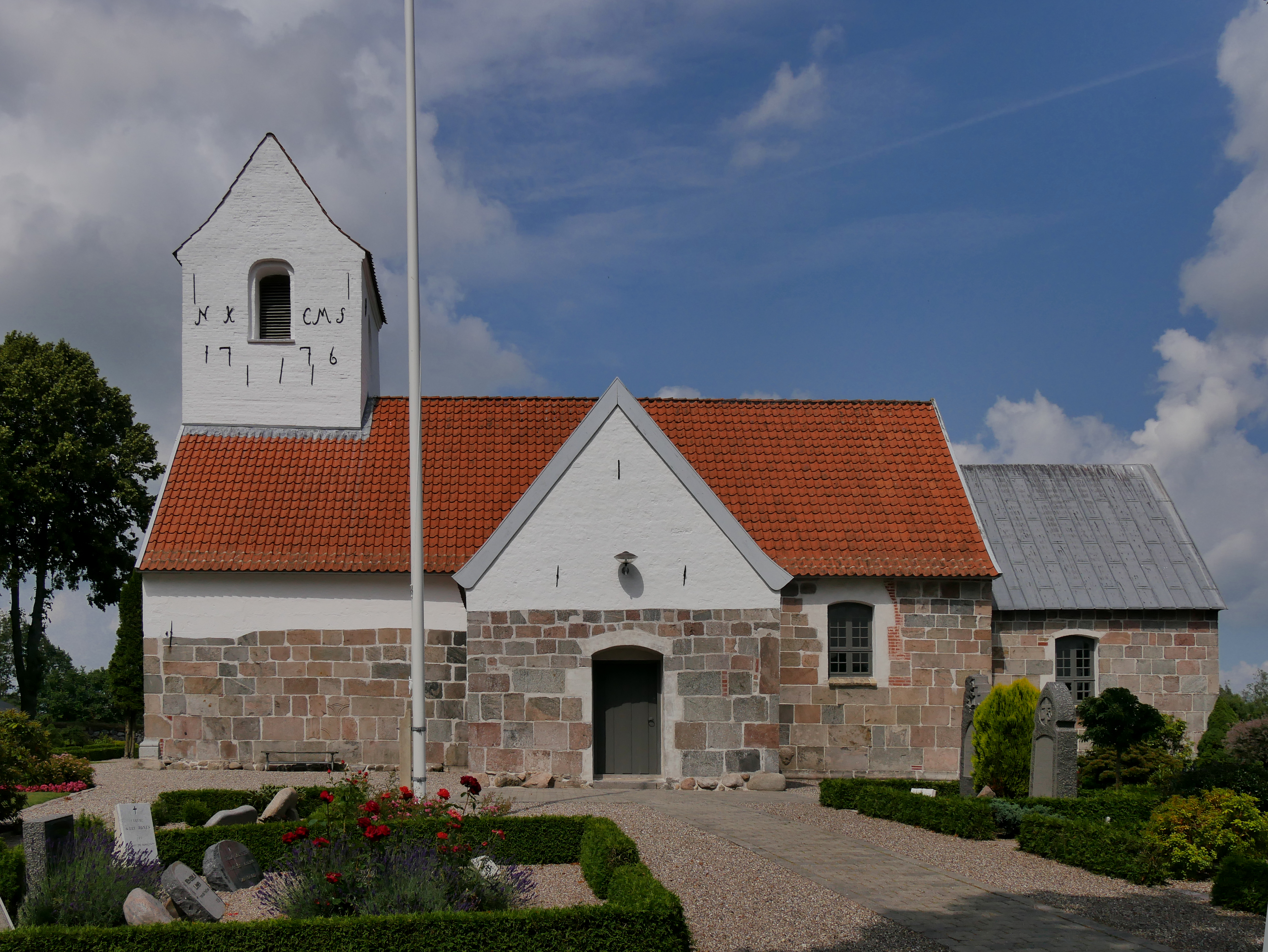
Kirchen von Süden

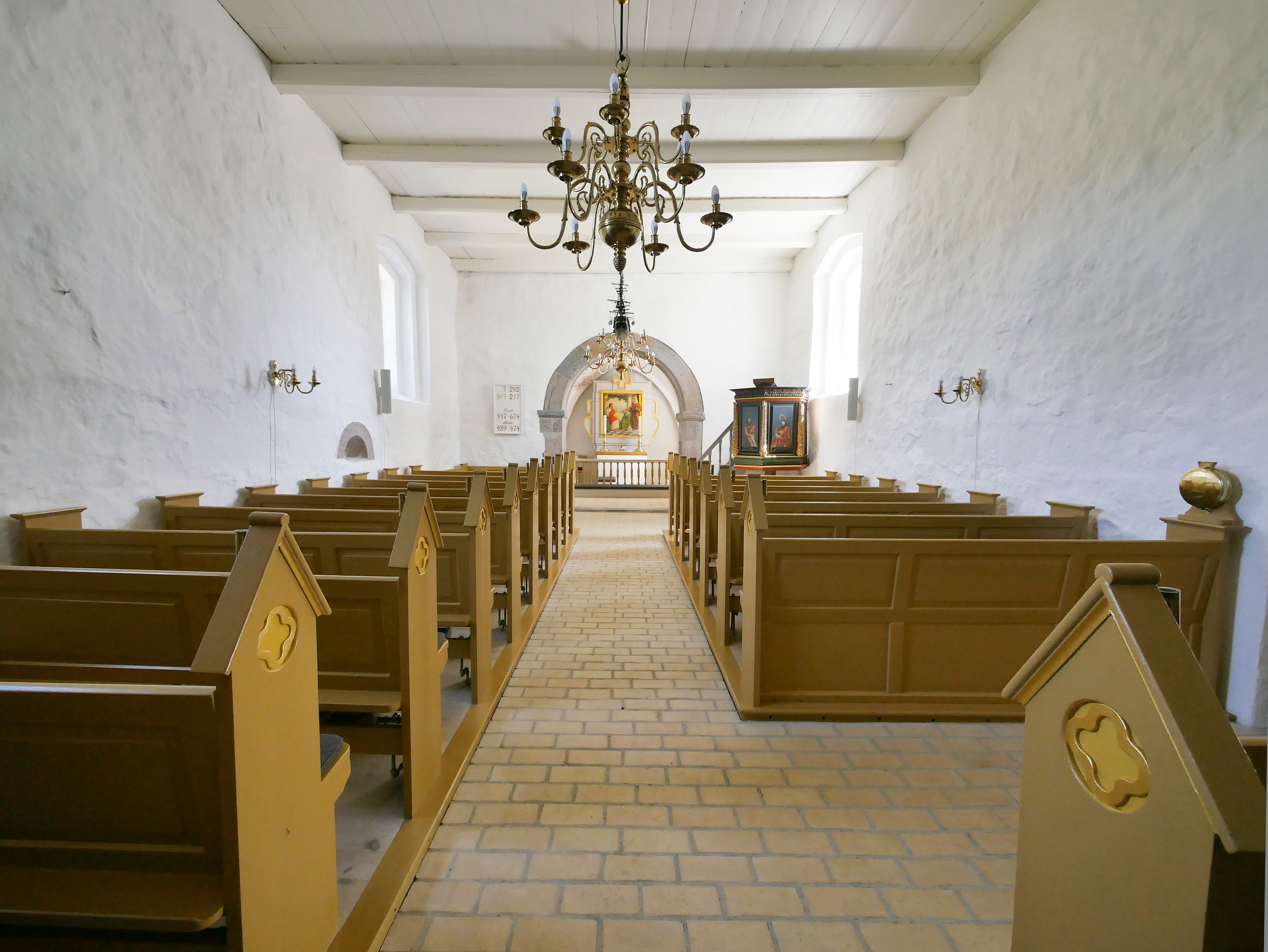
Kirchenschiff und Chor

Die  Kirche von Oue befindet sich in Oue zwischen Hobro und Hadsund in der Mariagerfjord Kommune der Region Nordjylland in Dänemark.

## Baugeschichte

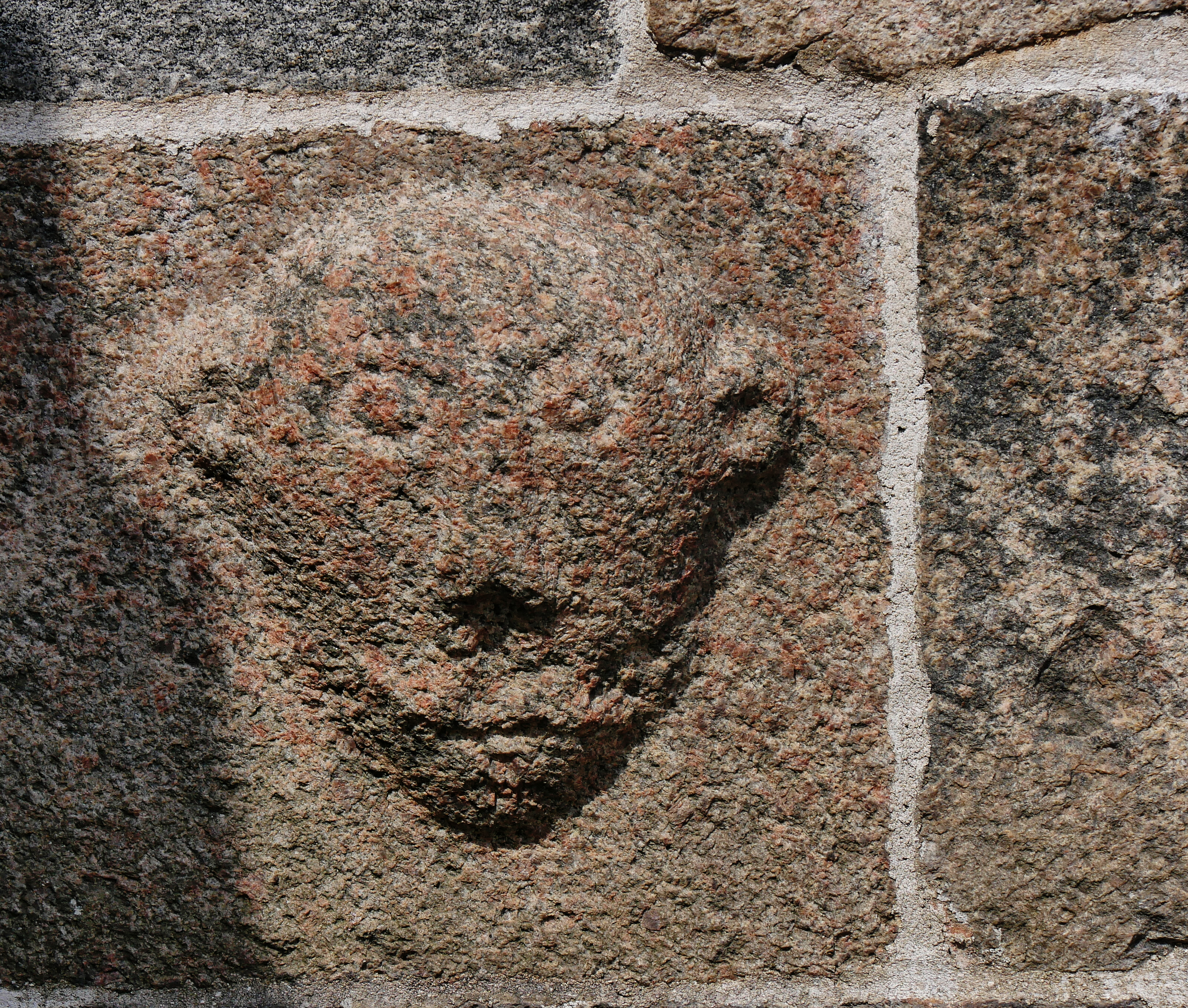
Gesichtsrelief an der Südwand

Die Kirche wurde um 1100 errichtet. Die Kirche besteht aus dem romanischen Schiff und dem später angebauten und das Schiff nach Westen erweiternden Turm. Die Vorhalle im Süden – in Dänemark meist Waffenhaus genannt, da beim Kirchgang die mitgeführten Waffen hier abgelegt werde mussten – stammt vermutlich aus dem späten 17. Jahrhundert. Die Kirchentür auf der Südseite wird heute noch benutzt, während von dem Eingang auf der Nordseite nur schwache Spuren vorhanden sind. Rechts von der Eingangshalle findet sich außen an der Südwand ein Relief mit einem Menschengesicht.
Das Kirchenschiff ist mit einer Balkendecke flach gedeckt. Das Gewölbe im Chor mit den Kalkmalereien ist spätgotisch. Die Glocke wurde von Christian Christensens Ende 1889 gegossen.

## Kalkmalereien

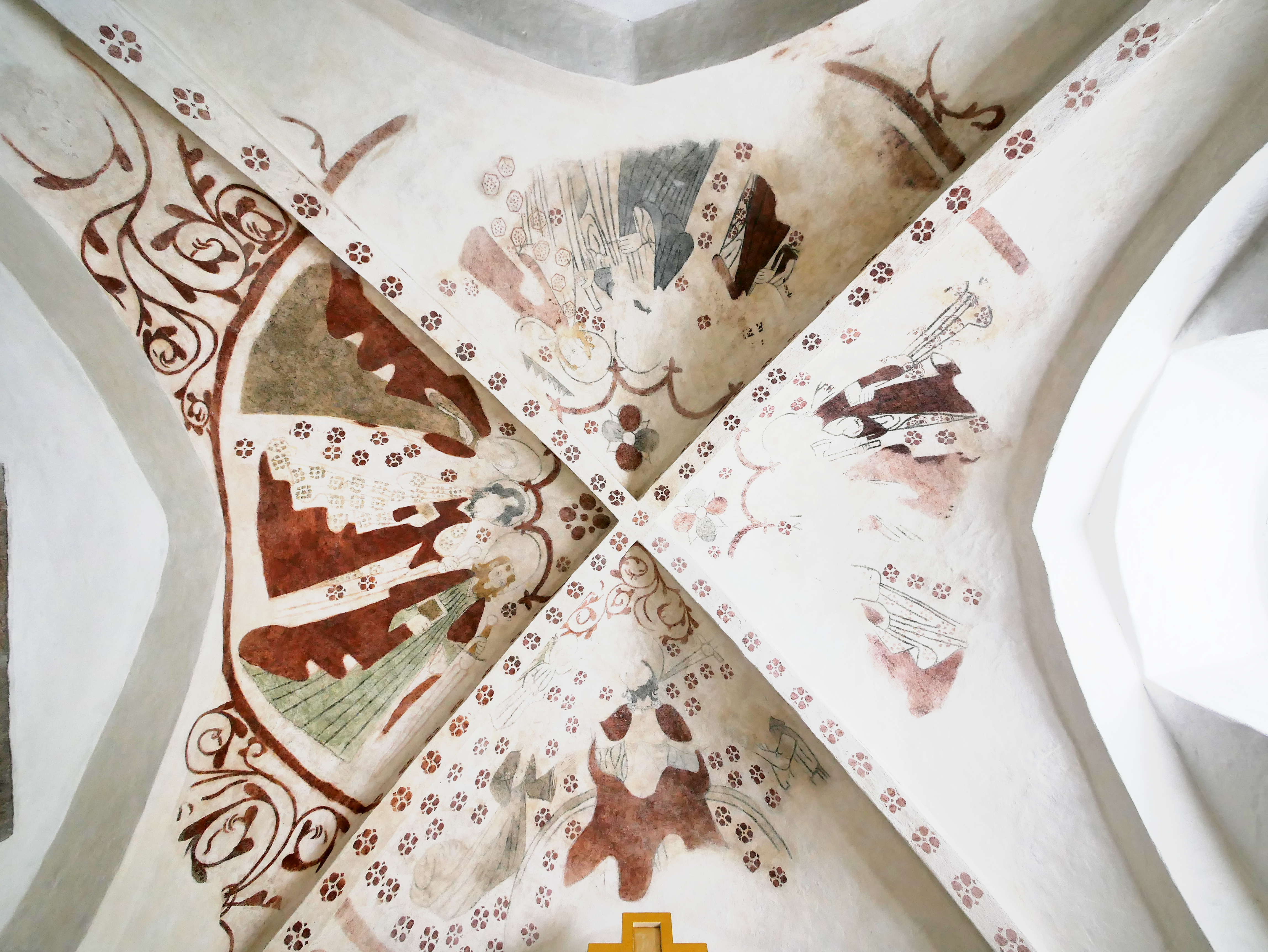
Kalkmalereien an der Decke des Chors

Die Kalkmalereien an der Decke des Chors wurden von demselben Maler oder einer Werkstatt ausgeführt, die 1520 die Malereien in der Kirche von Hald südlich des Mariager Fjords ausgeführt hat.
Das Fresko im Osten über dem Altartisch zeigt das Weltgericht. Christus thront auf dem Regenbogen. Links kommt aus seinem Mund das Schwert, das Symbol für das Gericht. Rechts aus seinem rechten Mund kommt eine (heute nur noch schwer erkennbare) Lilie, das Symbol für Gnade. Rechts von Christus befindet sich oben ein Engel mit Trompete, darunter die Heilige Maria. Rechts ist St. Johannes dargestellt. Auf den drei anderen Zwickeln sind Aposteldarstellungen mit insgesamt mindestens 9 Aposteln zu sehen. Aufgrund des Erhaltungszustandes der Bilder ist es nicht möglich, alle zu identifizieren.
Apostelreihen sind um 1500 sind in Ostjütland östlich einer Linie von Mariager nach Skanderborg besonders verbreitet, aber die Oue-Kirche ist nicht die einzige Ausnahme von dieser Ausbreitung.
Auf den Streben zwischen den einzelnen Zwickeln und auf einigen weißen Flächen in diesen ist der weiße Hintergrund mit mittels einer Schablone angebrachte Ornamenten verziert. Unterhalb der Figuren befand sich das nur noch im nördlichen Zwickel gut erhaltene Rankenmuster.

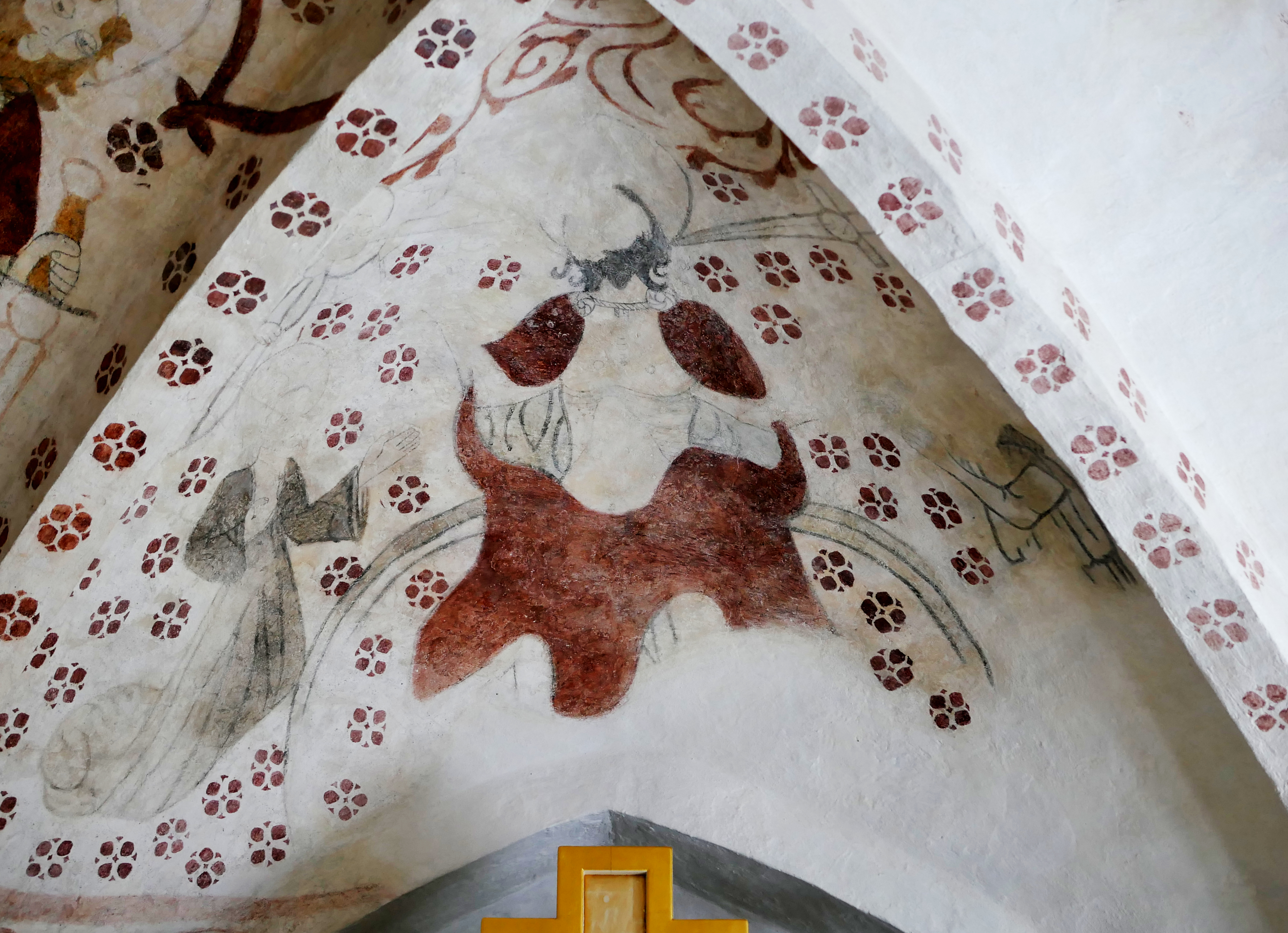
Östlicher Zwicke, Darstellung der Apokalypse
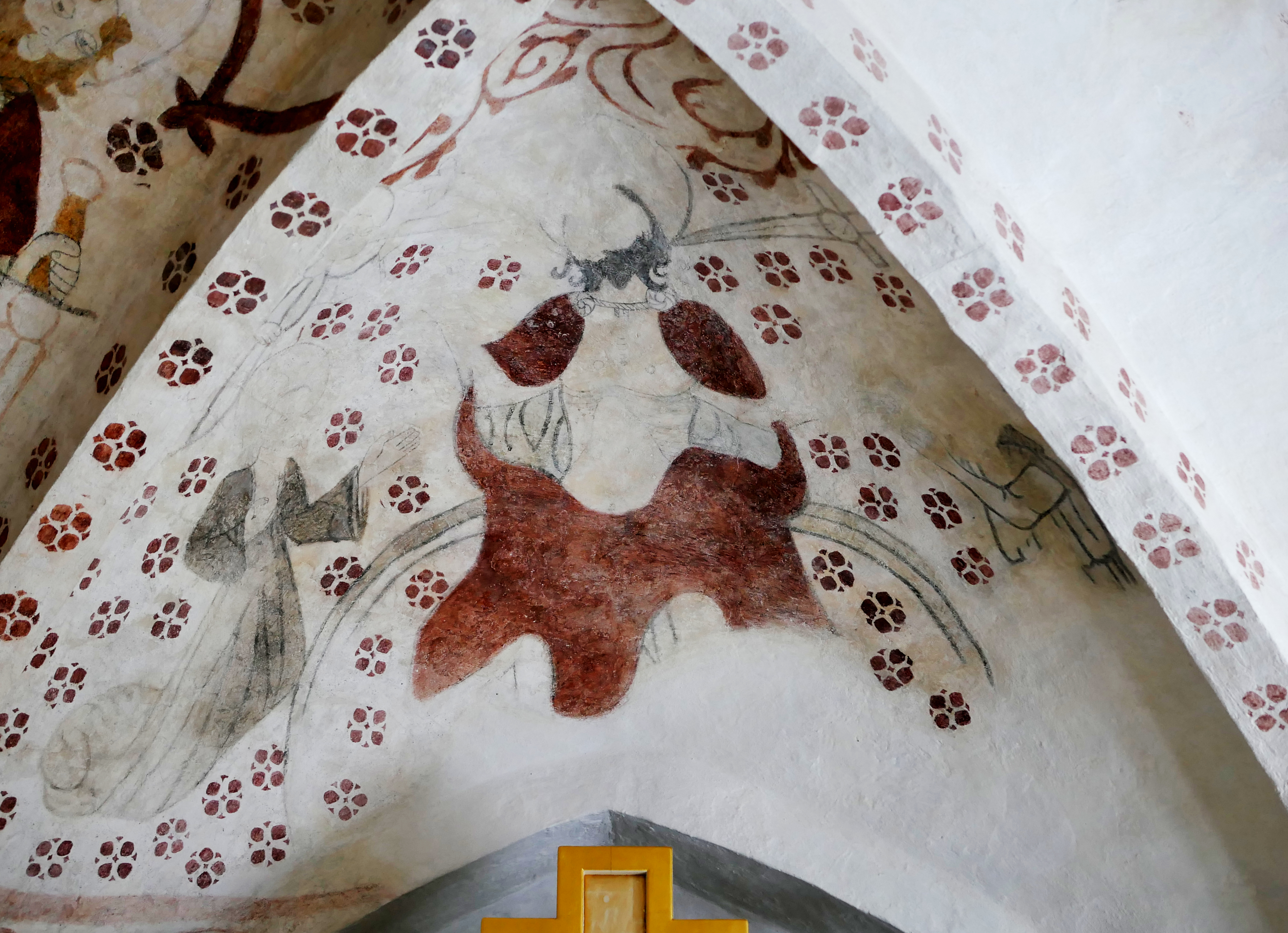
Südlicher Zwickel, Apostel u. a. Mathias mit Axt
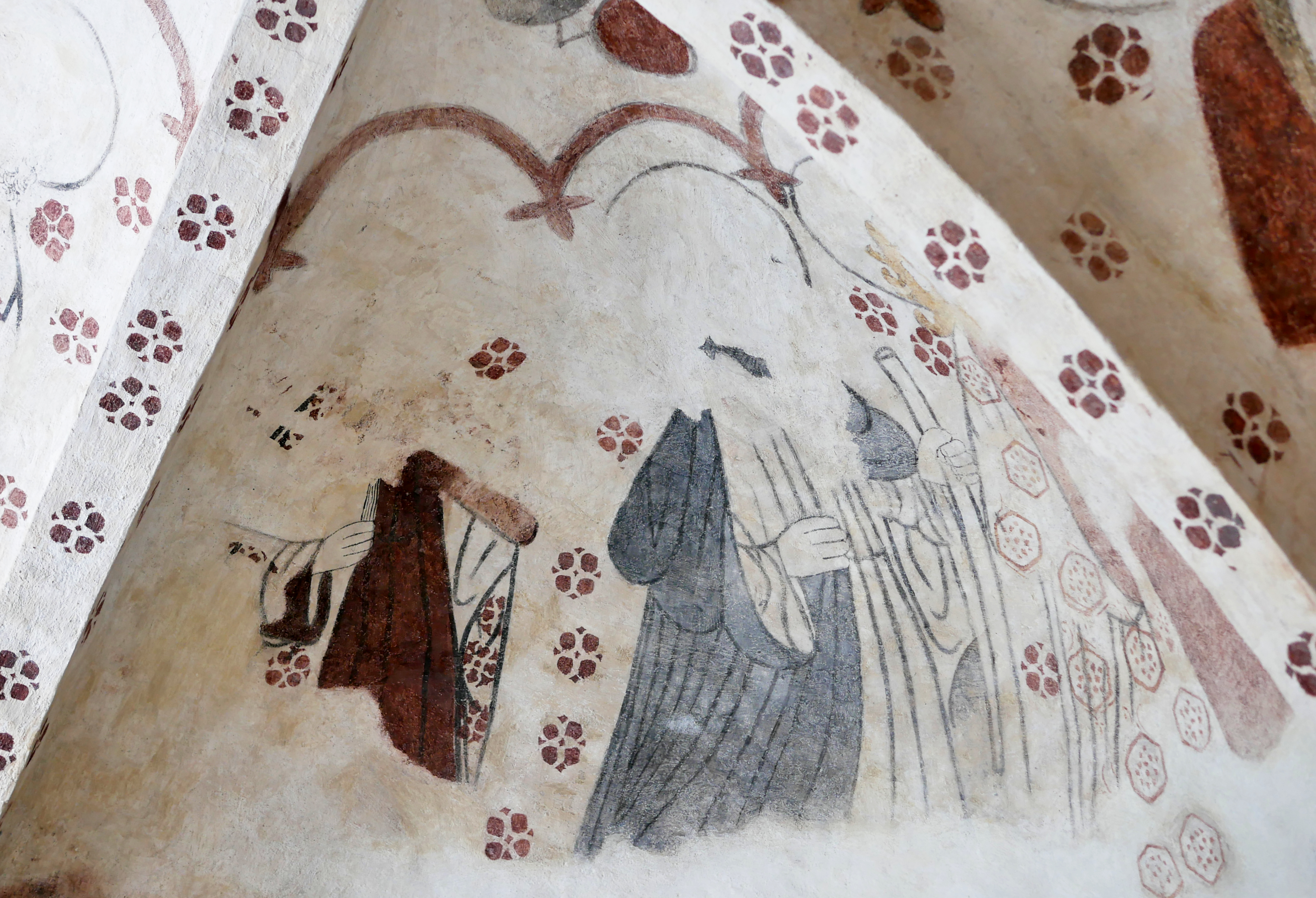
Westlicher Zwickel, Apostel u.a Judas Taddäus mit Knüppel, Thomas mit Lanze
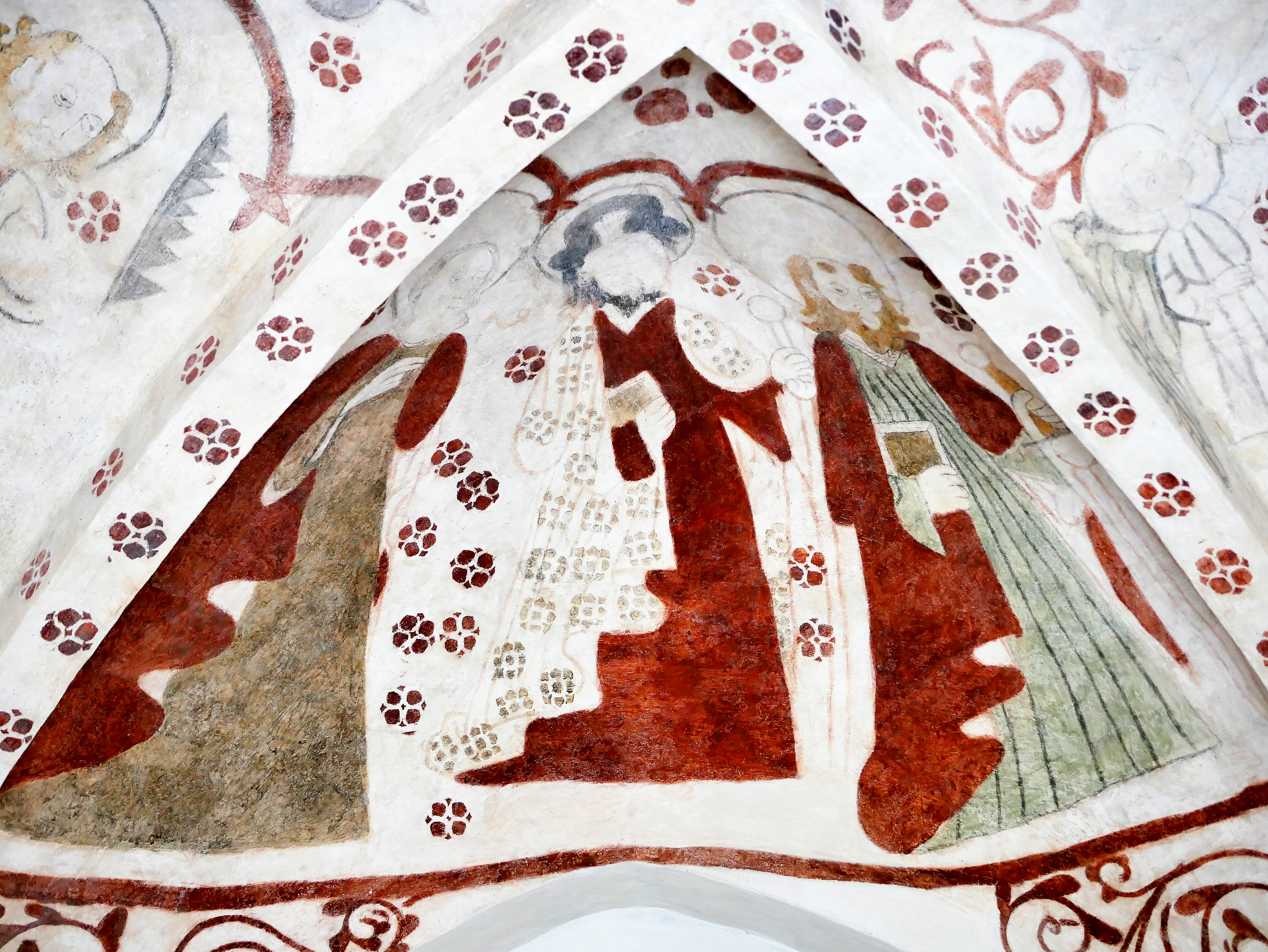
Nördlicher Zwickel, Apostel, Johannes mit Giftbecher, Jakobus der Ältere mit Muschel und Paul mit Schwert.

## Weitere Ausstattung
Der Altar besteht aus zumeist weiß gestrichenem Eichenholz. Das Altarbild in der Oue-Kirche ist ein Gemälde von Rud-Petersen aus dem Jahr 1939. Hinter Jesus, Martha und Maria sind im Hintergrund die Berge von Galiläa zu sehen. Sie ähneln dem Blick von der Kirche auf die Hügel südlich des Mariager Fjords.
Die ehemalige Altartafel, vermutlich im 16. Jahrhundert geschaffen, ist im hinteren Teil des Schiffs an der Nordwand zu sehen.
Die Kanzel zeigt Bilder der vier Evangelisten, die 1709 der Maler Niels Heise schuf. Der Maler hat seine Unterschrift in das Buch des Johannesevangeliums gesetzt. Als die Kanzel 1934 restauriert wurde, setzte der Restaurator E. C. Nielsens seine Signatur in das Markusevangelium.
Der romanische Taufstein ist aus Granit und hat glatte Wände. Sein Fuß hat die Form eines Kapitells. Das Votivschiff ist ein Modell der Fregatte Jütland. Der hölzerne Opferstock wurde 1743 geschaffen.
In der Vorhalle (Waffenhaus) steht ein Grabstein von 1774 für Frederik Munck 1702–69 und Karen Lasse 1718–60.

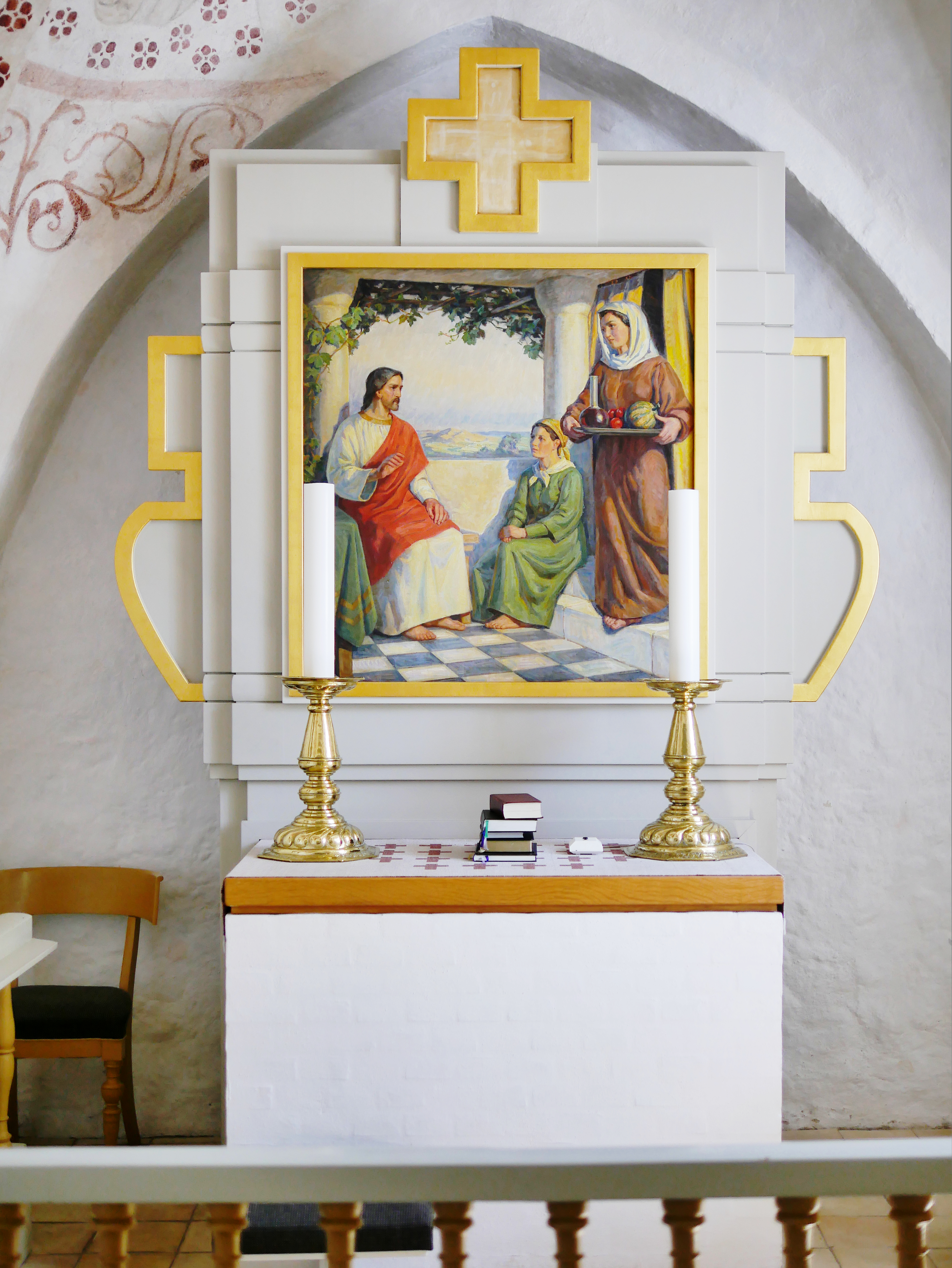
Altar
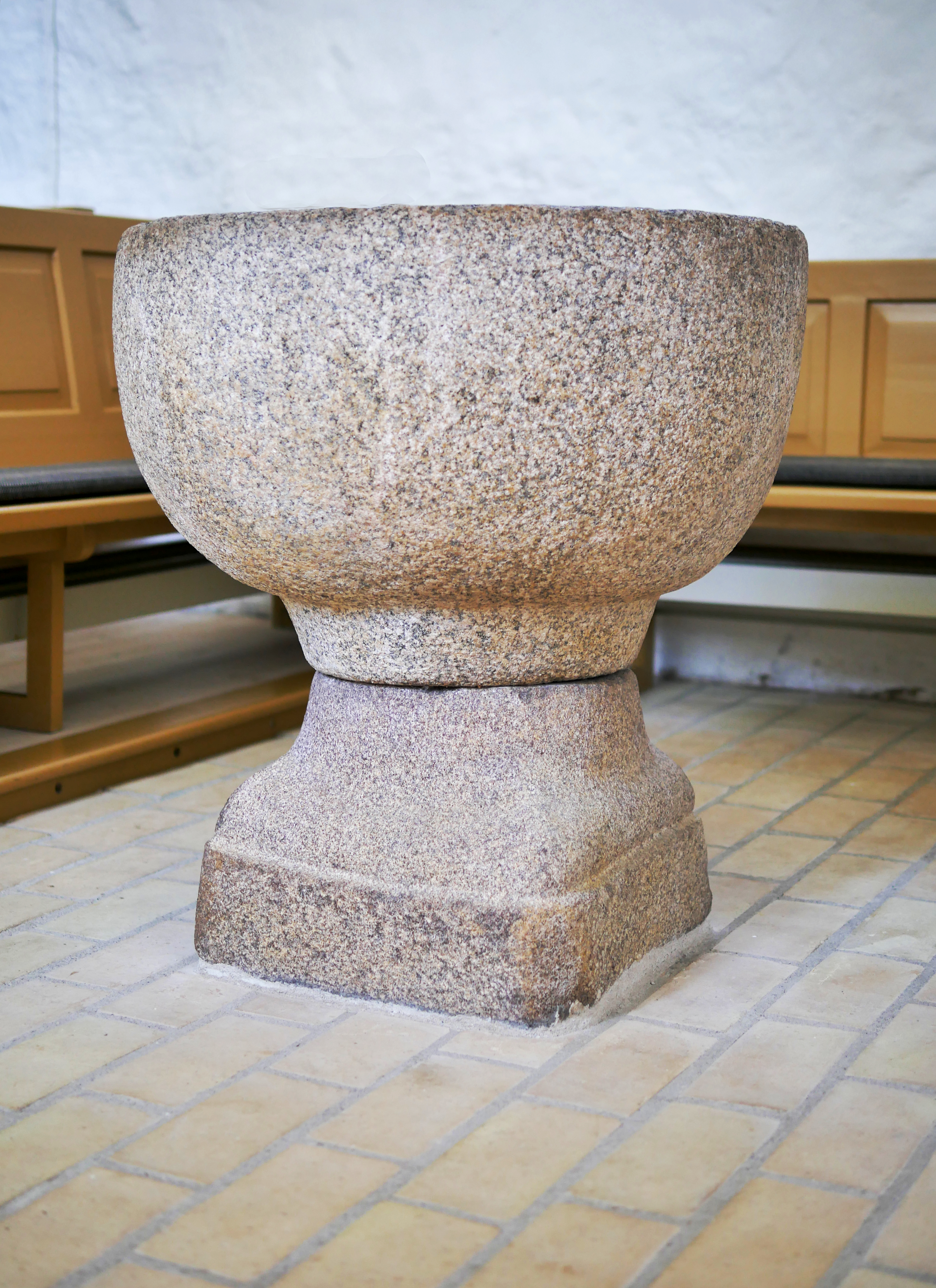
Taufstein
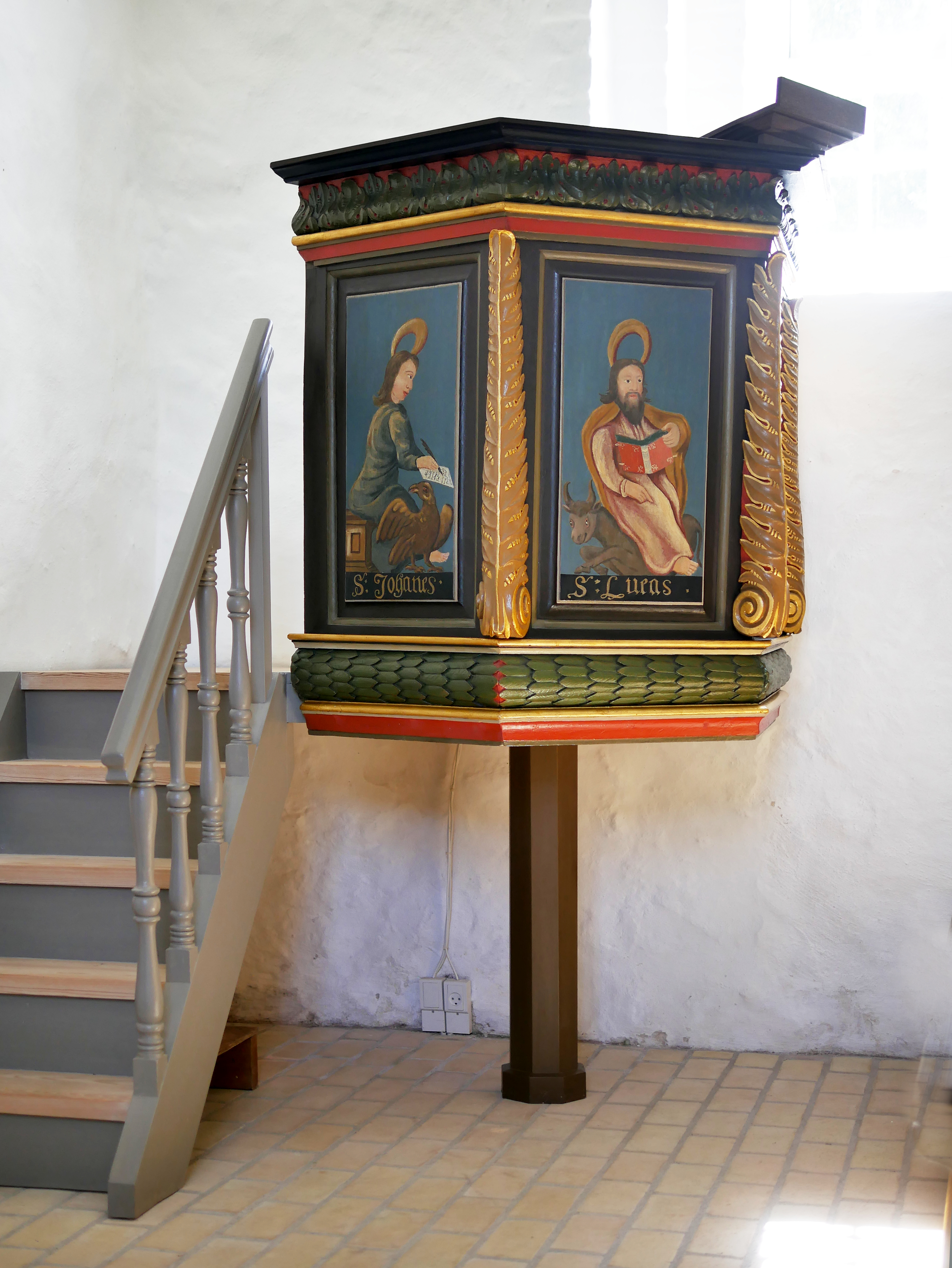
Kanzel
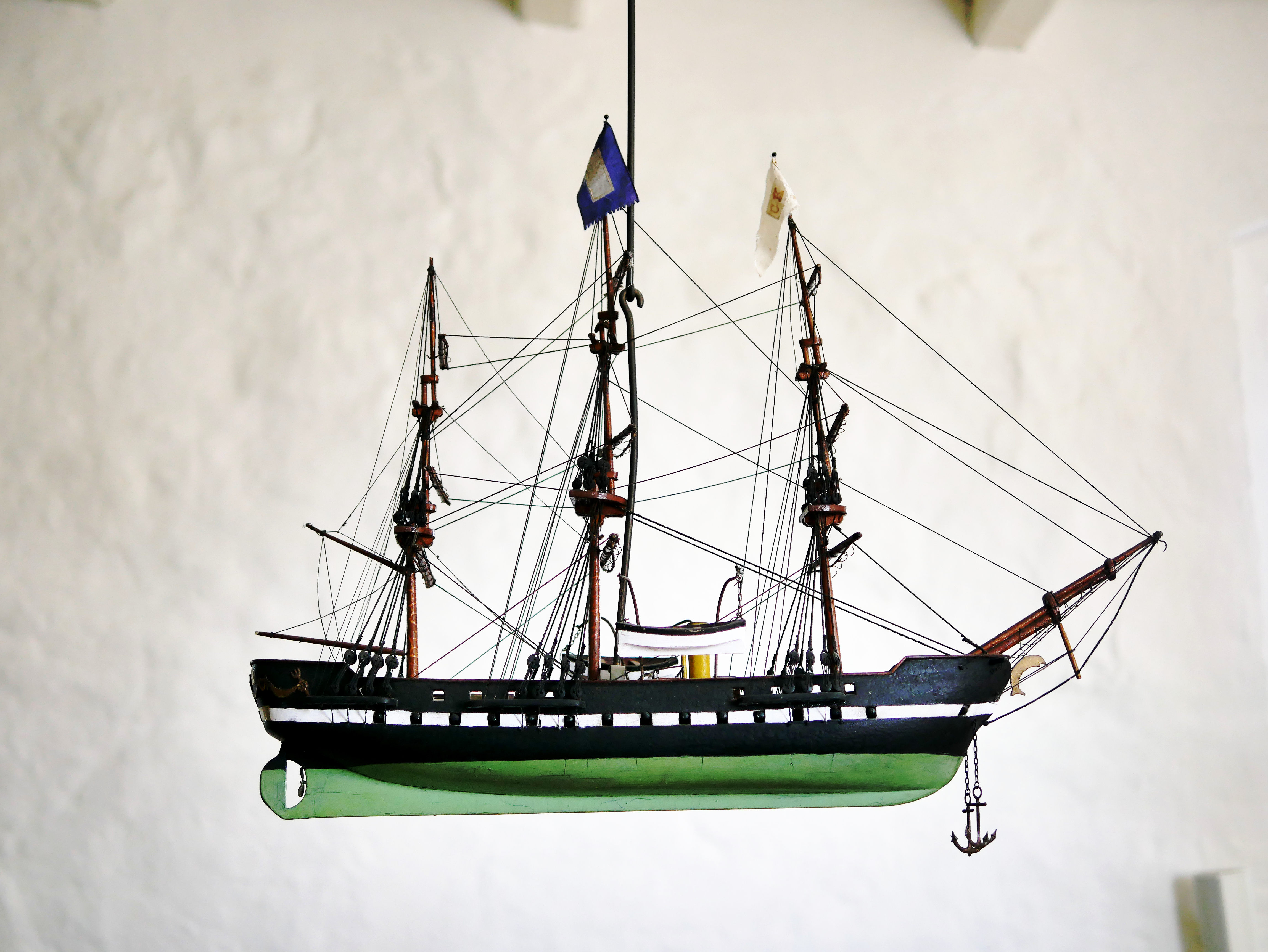
Kirchenschiff
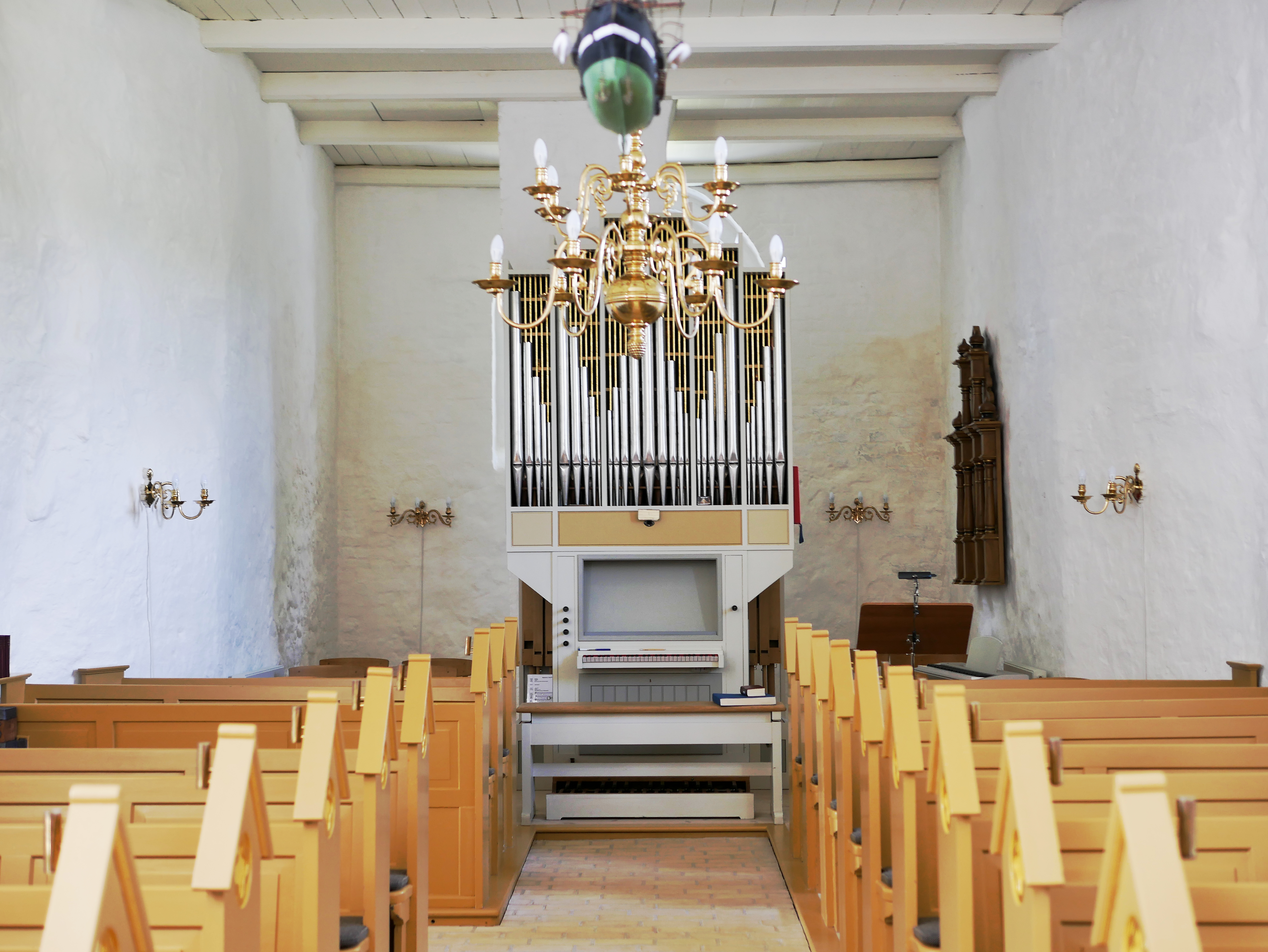
Orgel
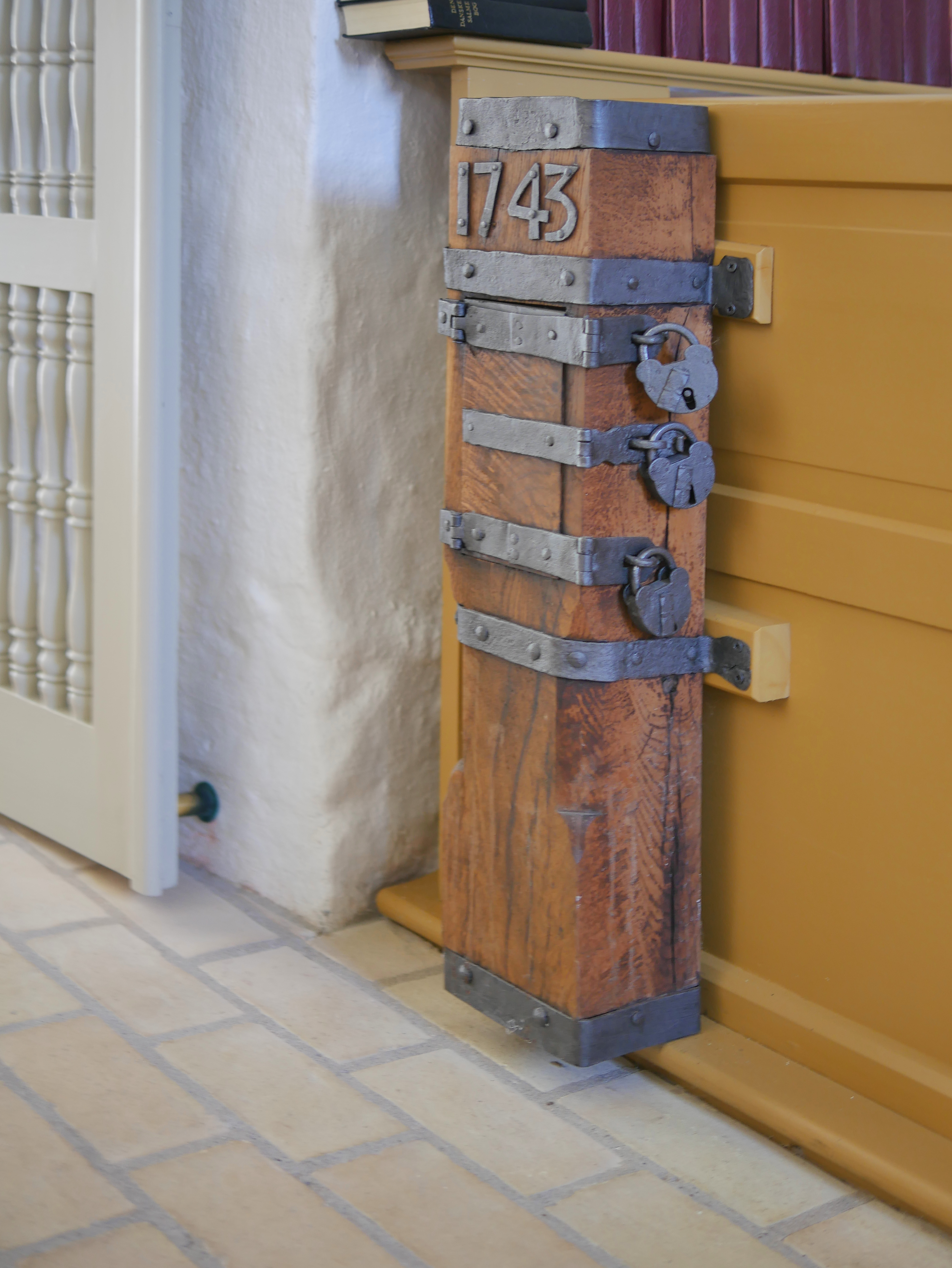
Opferstock
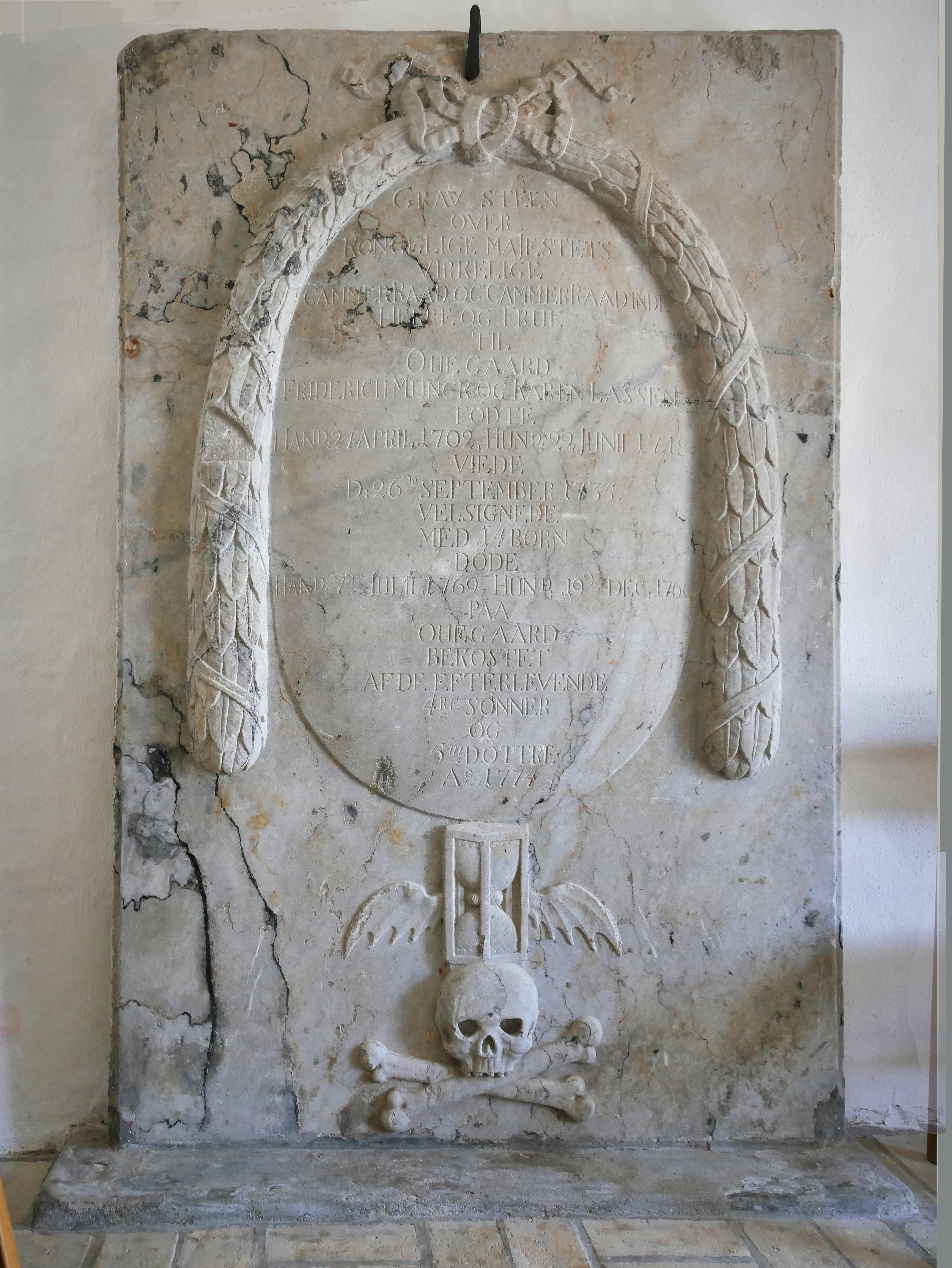
Grabstein im Waffenhaus